# Рокингем Мотор Спидвей
Рокингем Мотор Спидвей — гоночная трасса близ Рокингема и Корби, Нортгемптоншир, Англия.
Трасса была открыта 26 мая 2001 г. в присутствии королевы. Трибуны вмещают 62 тыс. зрителей. Трасса включает в себя две конфигурации — овальный трек длиной 2380 м (1,47 мили) и дорожную трассу длиной 3600 м.
Трасса пользуется не очень хорошей репутацией — недостаточный учёт грунтовых вод приводит к тому, что после дождя трасса долго остается мокрой, подтопляемая грунтовыми водами, из-за чего была задержана первая гонка Чампкара. Кроме того, трасса известна своим абразивным асфальтом.

## Конфигурации
Трек представляет собой овал или, точнее, неправильный четырехугольник с низким бэнкингом (3,5-7,9°). Он использовался чемпионатом CART в 2001 и 2002 для гонки Рокингем 500, которую выиграли соответственно Жиль де Ферран и Дарио Франкитти. Тони Канаан в 2001 году установил рекорд круга в 24,719 с при скорости 346,6 км/ч. Также трек трассы используется для гонок спортивных пикапов.
Дорожная трасса использует первый поворот овала и две прилегающие к нему прямые. Всего на трассе 12 поворотов. Используется для уикендов BTCC и всех входящих в него гонок — Британская Формула-3, Британский Чемпионат ГТ, Британский Кубок Порше. Также на трассе выступает Британский Супербайк.
Существуют и другие конфигурации этой трассы — Национальное кольцо, длиной 2,74 км, 9 поворотов.

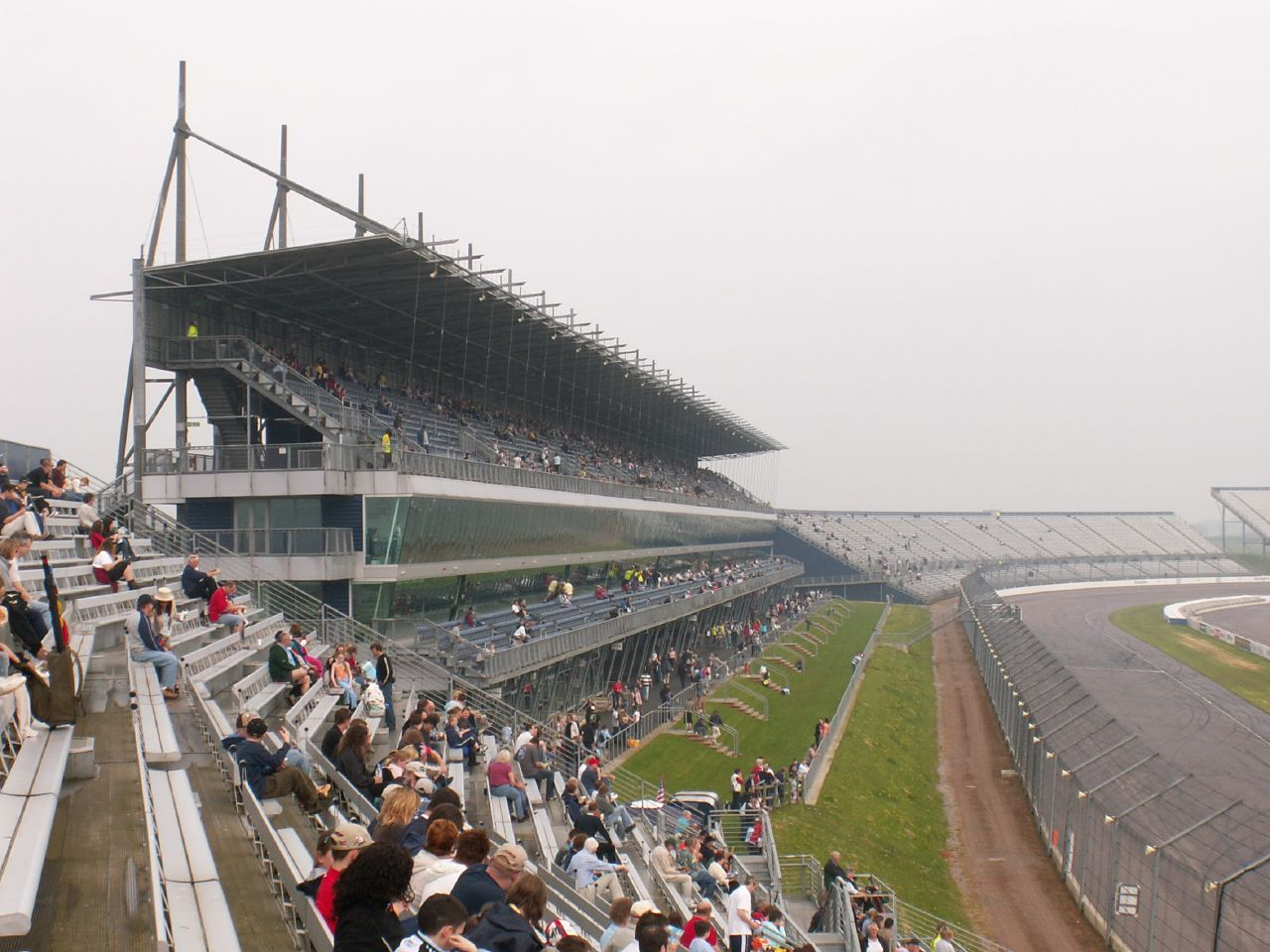
Основная трибуна Rockingham Motor Speedway.